# NGC 473
NGC 473 ist eine linsenförmige Galaxie vom Hubble-Typ SB0-a im Sternbild Fische, welche etwa 100 Millionen Lichtjahre von der Milchstraße entfernt ist. 
Die Galaxie NGC 473 wurde am 15. Oktober 1784 von dem deutsch-britischen Astronomen Friedrich Wilhelm Herschel entdeckt.